# InnerWish
InnerWish — греческая музыкальная группа, исполняющая музыку в стиле «пауэр-метал». Существует с 1995 года.

## История
Однажды в 1995 году исполнилась мечта гитариста Thimios Krikos и вокалиста Yiannis Papanikolaou, когда они решили вместе поиграть. К ним скоро присоединился гитарист Manolis Tsigos, также фанат мелодичного металла в духе Jag Panzer и Riot. Результатом их объединённых усилий стала группа InnerWish.
Состав укомплектовали барабанщиком Pavlos Balatsoukas и басистом Alexis Levenderis, и в июле 1997 года они начали писать свой дебютный альбом, «Waiting for the Dawn», в местной 111 Sound Studios. Альбом вышел в мае 1998 года. Однако не всех музыкантов устраивало музыкальное направление, и вокалист Yiannis, барабанщик Pavlos и басист Alexis вскоре ушли, а заменили их Panagiotis Myolonas (вокал), Antonis Mazarakis (бас) и Fotis Giannakopoulos (барабаны). Впрочем, замены только поспособствовали развитию группы.
В марте 2001 года InnerWish выпустили split CD под названием «Realms of the Night» напару со своими соотечественниками, группой Reflection. Две песни появились на этом CD, «Dreadful Signs» и «Realms of Tomorrow». Остаток 2001 года и весь 2002-й музыканты занимались сочинением нового материала, прерываясь только на концерты с Therion, Anathema, U.D.O., Valley's Eve, Helloween и Brainstorm. Вместе с двумя новыми музыкантами, Babis Alexandropoulos (вокал) и Terry Moros (барабаны), группа отправилась в Афины, в «G-Studios», чтобы записать новый альбом, «Silent Faces».
Под руководством R.D. Liapakis (Valley's Eve, Mystic Prophecy, David Chastain, Jack Starr's Guardians of the Flame), материал был оформлен в то, что ныне вы можете услышать на диске.

## Текущий состав
- Giorgos Eikosipentakis — (вокал, с 2002)
- Thimios Krikos — (гитара, с 1995)
- Manolis Tsigos — (гитара, с 1995)
- Antonis Mazarakis — (бас-гитара, с 1998)
- Terry Moros — (ударник, с 2002)

### Первый состав
- Yiannis Papanikolaou — (вокал) (1995—1998)
- Panagiotis Myolonas — (вокал) (1998—2002)
- Alexis Levenderis — (бас-гитара) (1997—1998)
- Pavlos Balatsoukas — (барабаны) (1997—1998)
- Fotis Giannakopoulos — (барабаны) (1998—2002)

## Дискография
- Wating for the Dawn (1998)
- Silent Faces (2004)
- Inner Strength (2006)
- No Turning Back (2010)
- Innerwish (2016)